# Somos family
Somos family es una serie de televisión peruana, estrenada el 5 de enero de 2015 y transmitida por Latina Televisión en el horario de lunes a viernes. Está protagonizada por Manuel Gold, Lucho Cáceres, Fernando Luque, Reynaldo Arenas, Kathy Serrano, Guillermo Castañeda, Liliana Trujillo, Vania Accinelli, Andrea Luna, Emilram Cossío, entre otros.
La comedia muestra a Pepe Swing, quien se va a vivir a la familia de su tío conformado por su esposa, hijos, empleada y consejero. Las situaciones de humor, enredos y conflictos se desencadenan, con la llegada de este.

## Sinopsis
Pepe Swing (Manuel Gold), un joven que tras ser amenazado de muerte en su barrio, visita la familia de su tío Arturo Montoya (Lucho Cáceres), pidiendo vivir en su casa, conformada por su esposa Susan (Kathy Serrano), sus tres hijos Bobby (Fernando Luque), Karen (Vania Accinelli), Benjamín (Guillermo Castañeda), su empleada Rosaura (Liliana Trujillo) y su asistente personal Anselmo (Reynaldo Arenas).

## Elenco
- Manuel Gold como Pepe Swing
- Lucho Cáceres como Arturo Montoya
- Fernando Luque como "Bobby" Montoya
- Reynaldo Arenas como Anselmo
- Kathy Serrano como Susan Montoya
- Andrea Luna como Briggitte
- Maryloly López como Migdalia Mejia
- Ingrid Altamirano como Gina
- Vania Accinelli como Karen Montoya
- Guillermo Castañeda como Benjamín Montoya
- Emilram Cossio como "El Truco"
- Liliana Trujillo como Rosaura
- Nicolás Galindo

## Producción
Somos family fue el debut como productor del actor Lucho Cáceres, junto a él estuvo Alonso Gálvez; exvicepresidente y productor de Telemundo. Las grabaciones habrían comenzado en marzo del 2014 y terminado a finales de julio, el producto tras varias promociones en el 2014, estreno recién iniciando el 2015, inicialmente se especuló que competería con la serie más vista, Al fondo hay sitio. Ambos productores señalaron que la idea era que su producto se exporte al exterior y que dicha dupla se quede en el canal que lo transmitirá.

## Recepción
El programa fue considerado un fracaso en sintonía debido a la campaña de mercadeo y la falta de un horario considerado como sólido.